# 六斗村
23°32′24″N 120°17′34″E / 23.54000°N 120.29278°E
六斗村位於臺灣嘉義縣六腳鄉北部，東邊崙陽村，西邊雲林縣北港鎮、水林鄉，南邊豐美村、港美村相連，北邊蘇厝村。
面積2.8000平方公里，行政區包含10個鄰、407戶、人口數1063人。聚落以玄天宮為該村景點。

## 地理
六斗村有北港溪流經。至今仍有舊地名與開發歷史有關，例如：
- 新厝：居民來自六斗厝、湖口鄉的湖仔內、北港鎮的鹽水埔，以及清領時期因土匪而散村的過溝仔[1]。

- 磚仔窯：曾為燒製磚塊的窯場，後建為連棟住宅銷售，現在仍沿用舊名[1]。

- 六斗尾：新港鄉的六斗仔位在蜊仔溝的對岸，故為「六斗仔的尾端」[2]。

## 聚落歷史
六斗村於1685(康熙24年)張濫、黃信開墾，在日治時期名為六斗尾，而後沿用村名簡為六斗村。

## 教育
（六斗村)區域內目前設有國小－六美國小。六美國小：位於六腳鄉北端北港溪畔中央公路19號省道旁，為典型農村學校，涵蓋3.1715公頃，綠地面積比例。

## 文化資源/文化資產
- 玄天宮：主神玄天上帝。建立於1940清領時期大多為康姓合資共同建立[5]。

- 新興宮：主神為康元帥，建立於1928，原為竹造小廟，後改建為新興宮[5]。